# Eleições legislativas de 2015 em Lisboa

## Resultados Oficiais
| Partido                 | Partido                        | Votos   | %               | +/-   |
| ----------------------- | ------------------------------ | ------- | --------------- | ----- |
|                         | Portugal à Frente              | 116 578 | 37,47 / 100,00  | 13,48 |
|                         | Partido Socialista             | 108 143 | 34,76 / 100,00  | 8,21  |
|                         | Bloco de Esquerda              | 29 105  | 9,35 / 100,00   | 3,77  |
|                         | Coligação Democrática Unitária | 24 476  | 7,87 / 100,00   | 0,40  |
|                         | LIVRE/Tempo de Avançar         | 6 362   | 2,04 / 100,00   | Novo  |
|                         | Pessoas–Animais–Natureza       | 5 947   | 1,91 / 100,00   | 0,38  |
|                         | Outros                         | 11 180  | 3,59 / 100,00   |       |
| Votos Inválidos         | Votos Inválidos                | 9 330   | 3,00 / 100,00   | 0,61  |
| Total                   | Total                          | 311 121 | 100,00 / 100,00 |       |
| Eleitorado/Participação | Eleitorado/Participação        | 496 743 | 62,63 / 100,00  | 0,09  |
| Fonte                   | Fonte                          | [ 1 ]   | [ 1 ]           | [ 1 ] |

## Resultados por Freguesia
Os resultados seguintes referem-se aos partidos que obtiveram mais de 1,00% dos votos:
| Freguesia               | %     | %     | %     | %     | %    | %    | Votantes |
| Freguesia               | PÀF   | PS    | BE    | CDU   | L    | PAN  | Votantes |
| ----------------------- | ----- | ----- | ----- | ----- | ---- | ---- | -------- |
| Ajuda                   | 24,64 | 43,10 | 9,67  | 12,93 | 1,46 | 1,75 | 8 232    |
| Alcântara               | 31,95 | 37,09 | 9,87  | 10,62 | 1,98 | 2,05 | 7 577    |
| Alvalade                | 46,30 | 29,52 | 8,05  | 5,68  | 2,13 | 2,11 | 19 621   |
| Areeiro                 | 46,51 | 29,57 | 8,54  | 4,73  | 2,68 | 1,73 | 12 955   |
| Arroios                 | 36,13 | 33,32 | 10,72 | 7,25  | 3,35 | 2,55 | 16 961   |
| Avenidas Novas          | 50,53 | 28,63 | 7,04  | 4,84  | 2,27 | 1,56 | 14 447   |
| Beato                   | 25,59 | 40,99 | 10,27 | 12,04 | 1,25 | 1,87 | 6 726    |
| Belém                   | 49,49 | 28,67 | 7,16  | 5,56  | 1,87 | 1,59 | 9 956    |
| Benfica                 | 34,87 | 37,28 | 9,82  | 8,01  | 1,65 | 1,90 | 21 802   |
| Campo de Ourique        | 40,40 | 32,67 | 9,05  | 7,23  | 2,49 | 2,18 | 13 553   |
| Campolide               | 35,73 | 36,33 | 9,81  | 8,13  | 1,49 | 1,90 | 8 071    |
| Carnide                 | 34,47 | 35,46 | 9,59  | 9,59  | 1,49 | 1,55 | 10 853   |
| Estrela                 | 49,43 | 28,16 | 7,17  | 6,40  | 2,16 | 1,40 | 11 374   |
| Lumiar                  | 43,77 | 32,21 | 8,40  | 5,44  | 2,07 | 1,73 | 26 442   |
| Marvila                 | 21,60 | 42,21 | 12,18 | 11,94 | 0,88 | 1,96 | 18 616   |
| Misericórdia            | 33,51 | 35,84 | 10,29 | 8,33  | 3,75 | 2,27 | 6 990    |
| Olivais                 | 29,52 | 39,36 | 10,18 | 10,50 | 1,39 | 2,00 | 19 666   |
| Parque das Nações       | 40,36 | 34,63 | 9,12  | 5,78  | 1,86 | 1,85 | 10 962   |
| Penha de França         | 30,10 | 37,80 | 11,49 | 9,58  | 2,54 | 1,77 | 15 042   |
| Santa Clara             | 29,19 | 39,46 | 9,63  | 10,14 | 1,48 | 2,00 | 9 976    |
| Santa Maria Maior       | 28,00 | 39,24 | 10,16 | 11,24 | 2,78 | 1,93 | 5 897    |
| Santo António           | 43,26 | 29,78 | 9,04  | 6,36  | 3,81 | 1,96 | 7 300    |
| São Domingos de Benfica | 44,41 | 32,84 | 7,78  | 5,51  | 1,96 | 1,57 | 20 427   |
| São Vicente             | 27,74 | 38,94 | 11,39 | 10,28 | 2,98 | 1,86 | 7 676    |
| Lisboa                  | 37,47 | 34,76 | 9,35  | 7,87  | 2,04 | 1,91 | 311 121  |

#### Ajuda
| Partido                 | Partido                        | Votos  | %               | +/-   |
| ----------------------- | ------------------------------ | ------ | --------------- | ----- |
|                         | Partido Socialista             | 3 548  | 43,10 / 100,00  | 9,44  |
|                         | Portugal à Frente              | 2 028  | 24,64 / 100,00  | 13,69 |
|                         | Coligação Democrática Unitária | 1 064  | 12,93 / 100,00  | 0,80  |
|                         | Bloco de Esquerda              | 796    | 9,67 / 100,00   | 4,23  |
|                         | Pessoas–Animais–Natureza       | 144    | 1,75 / 100,00   | 0,17  |
|                         | LIVRE/Tempo de Avançar         | 120    | 1,46 / 100,00   | Novo  |
|                         | PCTP/MRPP                      | 84     | 1,02 / 100,00   | 0,63  |
|                         | Outros                         | 248    | 3,01 / 100,00   |       |
| Votos Inválidos         | Votos Inválidos                | 200    | 2,43 / 100,00   | 0,87  |
| Total                   | Total                          | 8 232  | 100,00 / 100,00 |       |
| Eleitorado/Participação | Eleitorado/Participação        | 13 875 | 59,33 / 100,00  | 0,61  |

#### Alcântara
| Partido                 | Partido                        | Votos  | %               | +/-   |
| ----------------------- | ------------------------------ | ------ | --------------- | ----- |
|                         | Partido Socialista             | 2 810  | 37,09 / 100,00  | 9,03  |
|                         | Portugal à Frente              | 2 421  | 31,95 / 100,00  | 13,84 |
|                         | Coligação Democrática Unitária | 805    | 10,62 / 100,00  | 0,90  |
|                         | Bloco de Esquerda              | 748    | 9,87 / 100,00   | 3,97  |
|                         | Pessoas–Animais–Natureza       | 155    | 2,05 / 100,00   | 0,51  |
|                         | LIVRE/Tempo de Avançar         | 150    | 1,98 / 100,00   | Novo  |
|                         | Outros                         | 260    | 3,44 / 100,00   |       |
| Votos Inválidos         | Votos Inválidos                | 228    | 3,01 / 100,00   | 0,75  |
| Total                   | Total                          | 7 577  | 100,00 / 100,00 |       |
| Eleitorado/Participação | Eleitorado/Participação        | 12 313 | 61,54 / 100,00  | 0,34  |

#### Alvalade
| Partido                 | Partido                        | Votos  | %               | +/-   |
| ----------------------- | ------------------------------ | ------ | --------------- | ----- |
|                         | Portugal à Frente              | 9 085  | 46,30 / 100,00  | 15,08 |
|                         | Partido Socialista             | 5 792  | 29,52 / 100,00  | 9,00  |
|                         | Bloco de Esquerda              | 1 579  | 8,05 / 100,00   | 3,37  |
|                         | Coligação Democrática Unitária | 1 114  | 5,68 / 100,00   | 0,19  |
|                         | LIVRE/Tempo de Avançar         | 418    | 2,13 / 100,00   | Novo  |
|                         | Pessoas–Animais–Natureza       | 414    | 2,11 / 100,00   | 0,48  |
|                         | Outros                         | 614    | 3,13 / 100,00   |       |
| Votos Inválidos         | Votos Inválidos                | 605    | 3,09 / 100,00   | 0,32  |
| Total                   | Total                          | 19 621 | 100,00 / 100,00 |       |
| Eleitorado/Participação | Eleitorado/Participação        | 29 529 | 66,45 / 100,00  | 0,92  |

#### Areeiro
| Partido                 | Partido                        | Votos  | %               | +/-   |
| ----------------------- | ------------------------------ | ------ | --------------- | ----- |
|                         | Portugal à Frente              | 6 026  | 46,51 / 100,00  | 16,25 |
|                         | Partido Socialista             | 3 831  | 29,57 / 100,00  | 9,75  |
|                         | Bloco de Esquerda              | 1 107  | 8,54 / 100,00   | 3,78  |
|                         | Coligação Democrática Unitária | 613    | 4,73 / 100,00   | 0,31  |
|                         | LIVRE/Tempo de Avançar         | 347    | 2,68 / 100,00   | Novo  |
|                         | Pessoas–Animais–Natureza       | 224    | 1,73 / 100,00   | 0,32  |
|                         | Outros                         | 409    | 3,15 / 100,00   |       |
| Votos Inválidos         | Votos Inválidos                | 398    | 3,07 / 100,00   | 0,43  |
| Total                   | Total                          | 12 955 | 100,00 / 100,00 |       |
| Eleitorado/Participação | Eleitorado/Participação        | 19 911 | 65,06 / 100,00  | 0,25  |

#### Arroios
| Partido                 | Partido                        | Votos  | %               | +/-   |
| ----------------------- | ------------------------------ | ------ | --------------- | ----- |
|                         | Portugal à Frente              | 6 128  | 36,13 / 100,00  | 15,94 |
|                         | Partido Socialista             | 5 651  | 33,32 / 100,00  | 7,84  |
|                         | Bloco de Esquerda              | 1 819  | 10,72 / 100,00  | 4,46  |
|                         | Coligação Democrática Unitária | 1 229  | 7,25 / 100,00   | 0,24  |
|                         | LIVRE/Tempo de Avançar         | 569    | 3,35 / 100,00   | Novo  |
|                         | Pessoas–Animais–Natureza       | 433    | 2,55 / 100,00   | 0,78  |
|                         | Outros                         | 586    | 3,45 / 100,00   |       |
| Votos Inválidos         | Votos Inválidos                | 546    | 3,22 / 100,00   | 0,51  |
| Total                   | Total                          | 16 961 | 100,00 / 100,00 |       |
| Eleitorado/Participação | Eleitorado/Participação        | 29 136 | 58,21 / 100,00  | 1,03  |

#### Avenidas Novas
| Partido                 | Partido                        | Votos  | %               | +/-   |
| ----------------------- | ------------------------------ | ------ | --------------- | ----- |
|                         | Portugal à Frente              | 7 300  | 50,53 / 100,00  | 10,29 |
|                         | Partido Socialista             | 4 136  | 28,63 / 100,00  | 7,98  |
|                         | Bloco de Esquerda              | 1 017  | 7,04 / 100,00   | 2,88  |
|                         | Coligação Democrática Unitária | 699    | 4,84 / 100,00   | 0,09  |
|                         | LIVRE/Tempo de Avançar         | 328    | 2,27 / 100,00   | Novo  |
|                         | Pessoas–Animais–Natureza       | 225    | 1,56 / 100,00   | 0,05  |
|                         | Outros                         | 349    | 2,43 / 100,00   |       |
| Votos Inválidos         | Votos Inválidos                | 393    | 2,72 / 100,00   | 0,40  |
| Total                   | Total                          | 14 447 | 100,00 / 100,00 |       |
| Eleitorado/Participação | Eleitorado/Participação        | 21 461 | 67,32 / 100,00  | 0,49  |

#### Beato
| Partido                 | Partido                        | Votos  | %               | +/-   |
| ----------------------- | ------------------------------ | ------ | --------------- | ----- |
|                         | Partido Socialista             | 2 757  | 40,99 / 100,00  | 8,93  |
|                         | Portugal à Frente              | 1 721  | 25,59 / 100,00  | 15,39 |
|                         | Coligação Democrática Unitária | 810    | 12,04 / 100,00  | 0,25  |
|                         | Bloco de Esquerda              | 691    | 10,27 / 100,00  | 4,80  |
|                         | Pessoas–Animais–Natureza       | 126    | 1,87 / 100,00   | 0,46  |
|                         | LIVRE/Tempo de Avançar         | 84     | 1,25 / 100,00   | Novo  |
|                         | PCTP/MRPP                      | 78     | 1,16 / 100,00   | 0,50  |
|                         | Outros                         | 239    | 3,56 / 100,00   |       |
| Votos Inválidos         | Votos Inválidos                | 220    | 3,27 / 100,00   | 0,34  |
| Total                   | Total                          | 6 726  | 100,00 / 100,00 |       |
| Eleitorado/Participação | Eleitorado/Participação        | 11 241 | 59,83 / 100,00  | 0,11  |

#### Belém
| Partido                 | Partido                        | Votos  | %               | +/-   |
| ----------------------- | ------------------------------ | ------ | --------------- | ----- |
|                         | Portugal à Frente              | 4 927  | 49,49 / 100,00  | 13,32 |
|                         | Partido Socialista             | 2 854  | 28,67 / 100,00  | 8,97  |
|                         | Bloco de Esquerda              | 713    | 7,16 / 100,00   | 2,76  |
|                         | Coligação Democrática Unitária | 554    | 5,56 / 100,00   | 0,36  |
|                         | LIVRE/Tempo de Avançar         | 186    | 1,87 / 100,00   | Novo  |
|                         | Pessoas–Animais–Natureza       | 158    | 1,59 / 100,00   | 0,31  |
|                         | Outros                         | 273    | 2,73 / 100,00   |       |
| Votos Inválidos         | Votos Inválidos                | 291    | 2,92 / 100,00   | 0,06  |
| Total                   | Total                          | 9 956  | 100,00 / 100,00 |       |
| Eleitorado/Participação | Eleitorado/Participação        | 14 445 | 68,92 / 100,00  | 0,01  |

#### Benfica
| Partido                 | Partido                        | Votos  | %               | +/-   |
| ----------------------- | ------------------------------ | ------ | --------------- | ----- |
|                         | Partido Socialista             | 8 128  | 37,28 / 100,00  | 9,92  |
|                         | Portugal à Frente              | 7 603  | 34,87 / 100,00  | 15,65 |
|                         | Bloco de Esquerda              | 2 140  | 9,82 / 100,00   | 4,04  |
|                         | Coligação Democrática Unitária | 1 746  | 8,01 / 100,00   | 0,47  |
|                         | Pessoas–Animais–Natureza       | 414    | 1,90 / 100,00   | 0,43  |
|                         | LIVRE/Tempo de Avançar         | 360    | 1,65 / 100,00   | Novo  |
|                         | Outros                         | 771    | 3,52 / 100,00   |       |
| Votos Inválidos         | Votos Inválidos                | 640    | 2,94 / 100,00   | 0,67  |
| Total                   | Total                          | 21 802 | 100,00 / 100,00 |       |
| Eleitorado/Participação | Eleitorado/Participação        | 33 969 | 64,18 / 100,00  | 0,87  |

#### Campo de Ourique
| Partido                 | Partido                        | Votos  | %               | +/-   |
| ----------------------- | ------------------------------ | ------ | --------------- | ----- |
|                         | Portugal à Frente              | 5 476  | 40,40 / 100,00  | 12,18 |
|                         | Partido Socialista             | 4 428  | 32,67 / 100,00  | 7,51  |
|                         | Bloco de Esquerda              | 1 227  | 9,05 / 100,00   | 3,29  |
|                         | Coligação Democrática Unitária | 980    | 7,23 / 100,00   | 1,06  |
|                         | LIVRE/Tempo de Avançar         | 337    | 2,49 / 100,00   | Novo  |
|                         | Pessoas–Animais–Natureza       | 296    | 2,18 / 100,00   | 0,39  |
|                         | Outros                         | 394    | 2,91 / 100,00   |       |
| Votos Inválidos         | Votos Inválidos                | 415    | 3,06 / 100,00   | 0,34  |
| Total                   | Total                          | 13 553 | 100,00 / 100,00 |       |
| Eleitorado/Participação | Eleitorado/Participação        | 20 752 | 65,31 / 100,00  | 0,92  |

#### Campolide
| Partido                 | Partido                        | Votos  | %               | +/-   |
| ----------------------- | ------------------------------ | ------ | --------------- | ----- |
|                         | Partido Socialista             | 2 932  | 36,33 / 100,00  | 6,75  |
|                         | Portugal à Frente              | 2 884  | 35,73 / 100,00  | 11,81 |
|                         | Bloco de Esquerda              | 792    | 9,81 / 100,00   | 3,77  |
|                         | Coligação Democrática Unitária | 656    | 8,13 / 100,00   | 0,27  |
|                         | Pessoas–Animais–Natureza       | 153    | 1,90 / 100,00   | 0,45  |
|                         | LIVRE/Tempo de Avançar         | 120    | 1,49 / 100,00   | Novo  |
|                         | Outros                         | 314    | 3,89 / 100,00   |       |
| Votos Inválidos         | Votos Inválidos                | 220    | 2,73 / 100,00   | 0,41  |
| Total                   | Total                          | 8 071  | 100,00 / 100,00 |       |
| Eleitorado/Participação | Eleitorado/Participação        | 13 273 | 60,81 / 100,00  | 0,53  |

#### Carnide
| Partido                 | Partido                        | Votos  | %               | +/-   |
| ----------------------- | ------------------------------ | ------ | --------------- | ----- |
|                         | Partido Socialista             | 3 848  | 35,46 / 100,00  | 8,55  |
|                         | Portugal à Frente              | 3 741  | 34,47 / 100,00  | 13,98 |
|                         | Bloco de Esquerda              | 1 041  | 9,59 / 100,00   | 3,84  |
|                         | Coligação Democrática Unitária | 1 041  | 9,59 / 100,00   | 0,28  |
|                         | Pessoas–Animais–Natureza       | 168    | 1,55 / 100,00   | 0,27  |
|                         | LIVRE/Tempo de Avançar         | 162    | 1,49 / 100,00   | Novo  |
|                         | Outros                         | 441    | 4,06 / 100,00   |       |
| Votos Inválidos         | Votos Inválidos                | 411    | 3,79 / 100,00   | 0,23  |
| Total                   | Total                          | 10 853 | 100,00 / 100,00 |       |
| Eleitorado/Participação | Eleitorado/Participação        | 16 423 | 66,08 / 100,00  | 0,42  |

#### Estrela
| Partido                 | Partido                        | Votos  | %               | +/-  |
| ----------------------- | ------------------------------ | ------ | --------------- | ---- |
|                         | Portugal à Frente              | 5 622  | 49,43 / 100,00  | 9,22 |
|                         | Partido Socialista             | 3 203  | 28,16 / 100,00  | 6,05 |
|                         | Bloco de Esquerda              | 815    | 7,17 / 100,00   | 2,68 |
|                         | Coligação Democrática Unitária | 728    | 6,40 / 100,00   | 0,44 |
|                         | LIVRE/Tempo de Avançar         | 246    | 2,16 / 100,00   | Novo |
|                         | Pessoas–Animais–Natureza       | 159    | 1,40 / 100,00   | 0,10 |
|                         | Outros                         | 310    | 2,73 / 100,00   |      |
| Votos Inválidos         | Votos Inválidos                | 291    | 2,55 / 100,00   | 0,56 |
| Total                   | Total                          | 11 374 | 100,00 / 100,00 |      |
| Eleitorado/Participação | Eleitorado/Participação        | 17 480 | 65,07 / 100,00  | 1,12 |

#### Lumiar
| Partido                 | Partido                        | Votos  | %               | +/-   |
| ----------------------- | ------------------------------ | ------ | --------------- | ----- |
|                         | Portugal à Frente              | 11 574 | 43,77 / 100,00  | 14,84 |
|                         | Partido Socialista             | 8 518  | 32,21 / 100,00  | 10,00 |
|                         | Bloco de Esquerda              | 2 221  | 8,40 / 100,00   | 2,94  |
|                         | Coligação Democrática Unitária | 1 439  | 5,44 / 100,00   | 0,08  |
|                         | LIVRE/Tempo de Avançar         | 547    | 2,07 / 100,00   | Novo  |
|                         | Pessoas–Animais–Natureza       | 457    | 1,73 / 100,00   | 0,38  |
|                         | Outros                         | 786    | 2,97 / 100,00   |       |
| Votos Inválidos         | Votos Inválidos                | 900    | 3,41 / 100,00   | 0,69  |
| Total                   | Total                          | 26 442 | 100,00 / 100,00 |       |
| Eleitorado/Participação | Eleitorado/Participação        | 38 081 | 69,44 / 100,00  | 1,73  |

#### Marvila
| Partido                 | Partido                        | Votos  | %               | +/-   |
| ----------------------- | ------------------------------ | ------ | --------------- | ----- |
|                         | Partido Socialista             | 7 857  | 42,21 / 100,00  | 5,35  |
|                         | Portugal à Frente              | 4 021  | 21,60 / 100,00  | 11,58 |
|                         | Bloco de Esquerda              | 2 267  | 12,18 / 100,00  | 5,31  |
|                         | Coligação Democrática Unitária | 2 223  | 11,94 / 100,00  | 0,74  |
|                         | Pessoas–Animais–Natureza       | 364    | 1,96 / 100,00   | 0,70  |
|                         | PCTP/MRPP                      | 347    | 1,86 / 100,00   | 0,12  |
|                         | Outros                         | 991    | 5,31 / 100,00   |       |
| Votos Inválidos         | Votos Inválidos                | 546    | 2,93 / 100,00   | 0,73  |
| Total                   | Total                          | 18 616 | 100,00 / 100,00 |       |
| Eleitorado/Participação | Eleitorado/Participação        | 34 822 | 53,46 / 100,00  | 0,57  |

#### Misericórdia
| Partido                 | Partido                        | Votos  | %               | +/-  |
| ----------------------- | ------------------------------ | ------ | --------------- | ---- |
|                         | Partido Socialista             | 2 505  | 35,84 / 100,00  | 6,03 |
|                         | Portugal à Frente              | 2 342  | 33,51 / 100,00  | 9,32 |
|                         | Bloco de Esquerda              | 719    | 10,29 / 100,00  | 2,64 |
|                         | Coligação Democrática Unitária | 582    | 8,33 / 100,00   | 0,92 |
|                         | LIVRE/Tempo de Avançar         | 262    | 3,75 / 100,00   | Novo |
|                         | Pessoas–Animais–Natureza       | 159    | 2,27 / 100,00   | 0,08 |
|                         | Outros                         | 247    | 3,52 / 100,00   |      |
| Votos Inválidos         | Votos Inválidos                | 174    | 2,49 / 100,00   | 1,58 |
| Total                   | Total                          | 6 990  | 100,00 / 100,00 |      |
| Eleitorado/Participação | Eleitorado/Participação        | 12 066 | 57,93 / 100,00  | 0,12 |

#### Olivais
| Partido                 | Partido                        | Votos  | %               |
| ----------------------- | ------------------------------ | ------ | --------------- |
|                         | Partido Socialista             | 7 740  | 39,36 / 100,00  |
|                         | Portugal à Frente              | 5 806  | 29,52 / 100,00  |
|                         | Coligação Democrática Unitária | 2 064  | 10,50 / 100,00  |
|                         | Bloco de Esquerda              | 2 002  | 10,18 / 100,00  |
|                         | Pessoas–Animais–Natureza       | 393    | 2,00 / 100,00   |
|                         | LIVRE/Tempo de Avançar         | 273    | 1,39 / 100,00   |
|                         | PCTP/MRPP                      | 207    | 1,05 / 100,00   |
|                         | Outros                         | 612    | 3,12 / 100,00   |
| Votos Inválidos         | Votos Inválidos                | 569    | 2,89 / 100,00   |
| Total                   | Total                          | 19 666 | 100,00 / 100,00 |
| Eleitorado/Participação | Eleitorado/Participação        | 31 357 | 62,72 / 100,00  |

#### Parque das Nações
| Partido                 | Partido                        | Votos  | %               |
| ----------------------- | ------------------------------ | ------ | --------------- |
|                         | Portugal à Frente              | 4 424  | 40,36 / 100,00  |
|                         | Partido Socialista             | 3 796  | 34,63 / 100,00  |
|                         | Bloco de Esquerda              | 1 000  | 9,12 / 100,00   |
|                         | Coligação Democrática Unitária | 634    | 5,78 / 100,00   |
|                         | LIVRE/Tempo de Avançar         | 204    | 1,86 / 100,00   |
|                         | Pessoas–Animais–Natureza       | 203    | 1,85 / 100,00   |
|                         | Outros                         | 352    | 3,20 / 100,00   |
| Votos Inválidos         | Votos Inválidos                | 349    | 3,19 / 100,00   |
| Total                   | Total                          | 10 962 | 100,00 / 100,00 |
| Eleitorado/Participação | Eleitorado/Participação        | 16 192 | 67,70 / 100,00  |

#### Penha de França
| Partido                 | Partido                        | Votos  | %               | +/-   |
| ----------------------- | ------------------------------ | ------ | --------------- | ----- |
|                         | Partido Socialista             | 5 686  | 37,80 / 100,00  | 7,96  |
|                         | Portugal à Frente              | 4 528  | 30,10 / 100,00  | 15,51 |
|                         | Bloco de Esquerda              | 1 728  | 11,49 / 100,00  | 4,58  |
|                         | Coligação Democrática Unitária | 1 441  | 9,58 / 100,00   | 0,69  |
|                         | Pessoas–Animais–Natureza       | 382    | 2,54 / 100,00   | 0,68  |
|                         | LIVRE/Tempo de Avançar         | 266    | 1,77 / 100,00   | Novo  |
|                         | Outros                         | 611    | 4,05 / 100,00   |       |
| Votos Inválidos         | Votos Inválidos                | 400    | 2,66 / 100,00   | 0,90  |
| Total                   | Total                          | 15 042 | 100,00 / 100,00 |       |
| Eleitorado/Participação | Eleitorado/Participação        | 25 376 | 59,28 / 100,00  | 0,53  |

#### Santa Clara
| Partido                 | Partido                        | Votos  | %               | +/-   |
| ----------------------- | ------------------------------ | ------ | --------------- | ----- |
|                         | Partido Socialista             | 3 937  | 39,46 / 100,00  | 5,92  |
|                         | Portugal à Frente              | 2 912  | 29,19 / 100,00  | 13,02 |
|                         | Coligação Democrática Unitária | 1 012  | 10,14 / 100,00  | 0,66  |
|                         | Bloco de Esquerda              | 961    | 9,63 / 100,00   | 4,25  |
|                         | Pessoas–Animais–Natureza       | 200    | 2,00 / 100,00   | 1,06  |
|                         | LIVRE/Tempo de Avançar         | 148    | 1,48 / 100,00   | Novo  |
|                         | PCTP/MRPP                      | 115    | 1,15 / 100,00   | 0,09  |
|                         | Outros                         | 378    | 3,78 / 100,00   |       |
| Votos Inválidos         | Votos Inválidos                | 313    | 3,13 / 100,00   | 0,83  |
| Total                   | Total                          | 9 976  | 100,00 / 100,00 |       |
| Eleitorado/Participação | Eleitorado/Participação        | 18 788 | 53,10 / 100,00  | 1,90  |

#### Santa Maria Maior
| Partido                 | Partido                        | Votos  | %               | +/-   |
| ----------------------- | ------------------------------ | ------ | --------------- | ----- |
|                         | Partido Socialista             | 2 314  | 39,24 / 100,00  | 7,88  |
|                         | Portugal à Frente              | 1 651  | 28,00 / 100,00  | 11,35 |
|                         | Coligação Democrática Unitária | 663    | 11,24 / 100,00  | 1,22  |
|                         | Bloco de Esquerda              | 599    | 10,16 / 100,00  | 3,74  |
|                         | LIVRE/Tempo de Avançar         | 164    | 2,78 / 100,00   | Novo  |
|                         | Pessoas–Animais–Natureza       | 114    | 1,93 / 100,00   | 0,03  |
|                         | PCTP/MRPP                      | 62     | 1,05 / 100,00   | 0,65  |
|                         | Outros                         | 166    | 2,81 / 100,00   |       |
| Votos Inválidos         | Votos Inválidos                | 164    | 2,78 / 100,00   | 1,05  |
| Total                   | Total                          | 5 897  | 100,00 / 100,00 |       |
| Eleitorado/Participação | Eleitorado/Participação        | 11 340 | 52,00 / 100,00  | 2,26  |

#### Santo António
| Partido                 | Partido                        | Votos  | %               | +/-   |
| ----------------------- | ------------------------------ | ------ | --------------- | ----- |
|                         | Portugal à Frente              | 3 158  | 43,26 / 100,00  | 11,20 |
|                         | Partido Socialista             | 2 174  | 29,78 / 100,00  | 6,06  |
|                         | Bloco de Esquerda              | 660    | 9,04 / 100,00   | 2,94  |
|                         | Coligação Democrática Unitária | 464    | 6,36 / 100,00   | 0,51  |
|                         | LIVRE/Tempo de Avançar         | 278    | 3,81 / 100,00   | Novo  |
|                         | Pessoas–Animais–Natureza       | 143    | 1,96 / 100,00   | 0,02  |
|                         | Outros                         | 216    | 2,96 / 100,00   |       |
| Votos Inválidos         | Votos Inválidos                | 207    | 2,84 / 100,00   | 0,92  |
| Total                   | Total                          | 7 300  | 100,00 / 100,00 |       |
| Eleitorado/Participação | Eleitorado/Participação        | 11 793 | 61,90 / 100,00  | 0,40  |

#### São Domingos de Benfica
| Partido                 | Partido                        | Votos  | %               | +/-   |
| ----------------------- | ------------------------------ | ------ | --------------- | ----- |
|                         | Portugal à Frente              | 9 071  | 44,41 / 100,00  | 14,97 |
|                         | Partido Socialista             | 6 709  | 32,84 / 100,00  | 10,61 |
|                         | Bloco de Esquerda              | 1 589  | 7,78 / 100,00   | 3,17  |
|                         | Coligação Democrática Unitária | 1 126  | 5,51 / 100,00   | 0,59  |
|                         | LIVRE/Tempo de Avançar         | 401    | 1,96 / 100,00   | Novo  |
|                         | Pessoas–Animais–Natureza       | 320    | 1,57 / 100,00   | 0,11  |
|                         | Outros                         | 578    | 2,82 / 100,00   |       |
| Votos Inválidos         | Votos Inválidos                | 633    | 3,10 / 100,00   | 0,54  |
| Total                   | Total                          | 20 427 | 100,00 / 100,00 |       |
| Eleitorado/Participação | Eleitorado/Participação        | 29 880 | 68,36 / 100,00  | 0,57  |

#### São Vicente
| Partido                 | Partido                        | Votos  | %               | +/-   |
| ----------------------- | ------------------------------ | ------ | --------------- | ----- |
|                         | Partido Socialista             | 2 989  | 38,94 / 100,00  | 8,34  |
|                         | Portugal à Frente              | 2 129  | 27,74 / 100,00  | 15,53 |
|                         | Bloco de Esquerda              | 874    | 11,39 / 100,00  | 5,29  |
|                         | Coligação Democrática Unitária | 789    | 10,28 / 100,00  | 0,53  |
|                         | LIVRE/Tempo de Avançar         | 229    | 2,98 / 100,00   | Novo  |
|                         | Pessoas–Animais–Natureza       | 143    | 1,86 / 100,00   | 0,25  |
|                         | PCTP/MRPP                      | 80     | 1,04 / 100,00   | 0,49  |
|                         | Outros                         | 225    | 2,92 / 100,00   |       |
| Votos Inválidos         | Votos Inválidos                | 217    | 2,83 / 100,00   | 0,76  |
| Total                   | Total                          | 7 675  | 100,00 / 100,00 |       |
| Eleitorado/Participação | Eleitorado/Participação        | 13 240 | 57,97 / 100,00  | 1,02  |